# Giuseppe Vincentini
Giuseppe Maria Vincentini, anche detto  Vicentini (Rieti, 30 aprile 1717 – Napoli, 5 ottobre 1779) è stato un arcivescovo cattolico, funzionario e diplomatico italiano al servizio della Santa Sede.

## Biografia
Nato a Rieti il 30 aprile 1717, si avviò alla carriera ecclesiastica dopo gli studi. Divenne abbreviatore apostolico nel 1745 e prelato ponente della Congregazione del buon governo, di cui fu segretario dal 1760 al 1766. Fu nominato vice-legato di Avignone nel 1767. L'11 settembre 1775 fu nominato arcivescovo titolare di Nicosia da papa Pio VI e consacrato dal vescovo Vincenzo Ferretti, assistito dall'arcivescovo Giuseppe Maria Contesini e dal vescovo Nicola Maria Calcagnini.
Il 23 gennaio 1776 fu accreditato come nunzio apostolico a Napoli nell'omonima nunziatura del regno, dove morì il 5 ottobre 1779.

## Genealogia episcopale
La genealogia episcopale è:
- Cardinale Scipione Rebiba
- Cardinale Giulio Antonio Santori
- Cardinale Girolamo Bernerio, O.P.
- Arcivescovo Galeazzo Sanvitale
- Cardinale Ludovico Ludovisi
- Cardinale Luigi Caetani
- Cardinale Ulderico Carpegna
- Cardinale Paluzzo Paluzzi Altieri degli Albertoni
- Cardinale Gaspare Carpegna
- Cardinale Fabrizio Paolucci
- Cardinale Francesco Barberini
- Cardinale Annibale Albani
- Cardinale Federico Marcello Lante Montefeltro della Rovere
- Cardinale Lazzaro Opizio Pallavicini
- Vescovo Vincenzo Ferretti
- Arcivescovo Giuseppe Vincentini